# Стародубівська сільська рада
| Стародубівська сільська рада — колишній орган місцевого самоврядування у Мангушському районі Донецької області з адміністративним центром у c. Стародубівка. Сільській раді підпорядковані населені пункти: - c. Стародубівка - с. Захарівка |

## Склад ради
Рада складається з 16 депутатів та голови.

## Керівний склад сільської ради
| ПІБ                        | Основні відомості                                                               | Дата обрання | Дата звільнення |
| -------------------------- | ------------------------------------------------------------------------------- | ------------ | --------------- |
| Яницький Віктор Прокопович | Сільський голова, 1950 року народження, освіта, безпартійний                    | 26.03.2006   | 31.10.2010      |
| Іванін Михайло Миколайович | Сільський голова, 1959 року народження, освіта середня спеціальна, безпартійний | 31.10.2010   |                 |

Примітка: таблиця складена за даними джерела